# Cuarta misión militar francesa en Japón

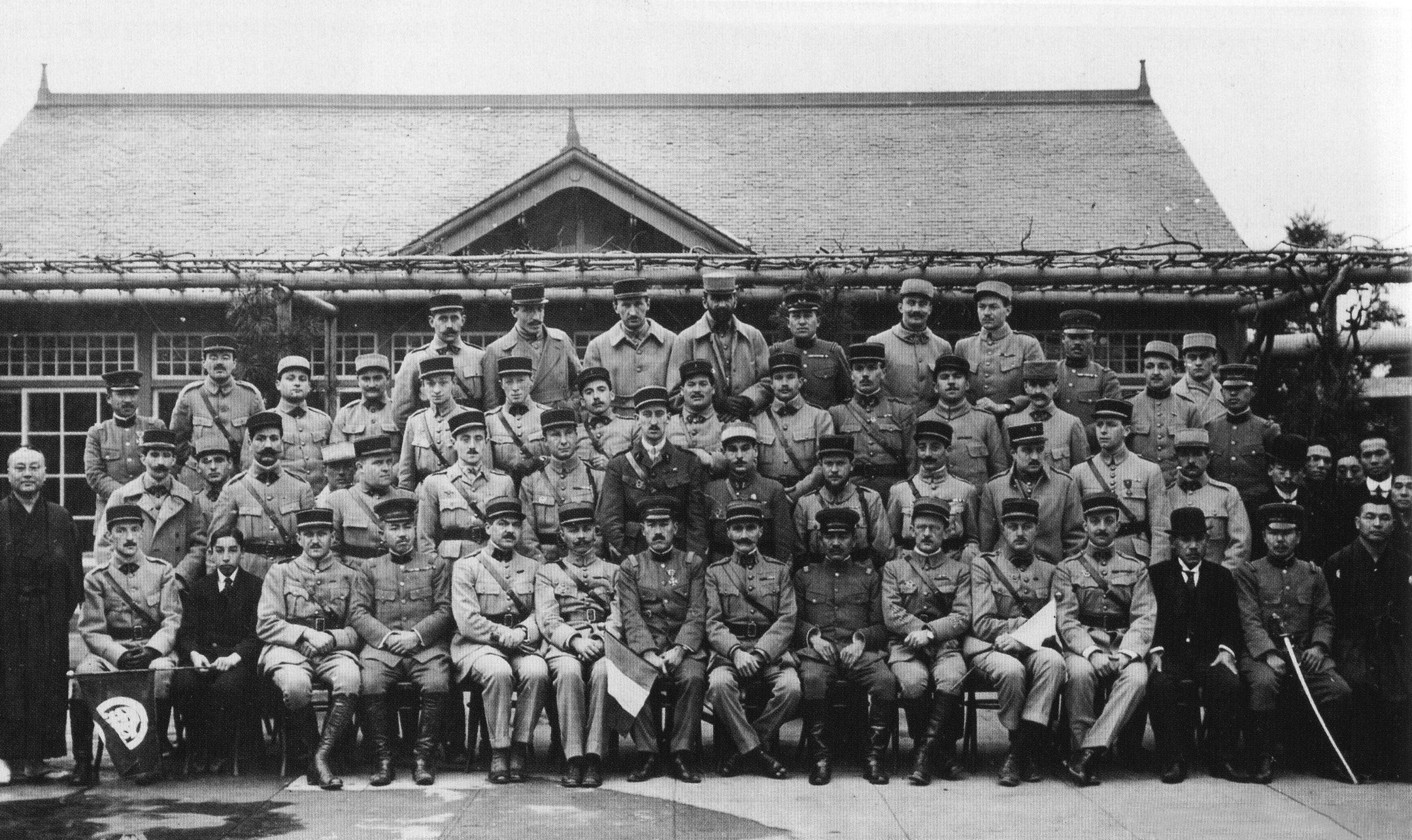
Misión Militar Francesa en Japón desde 1918 hasta 1919.

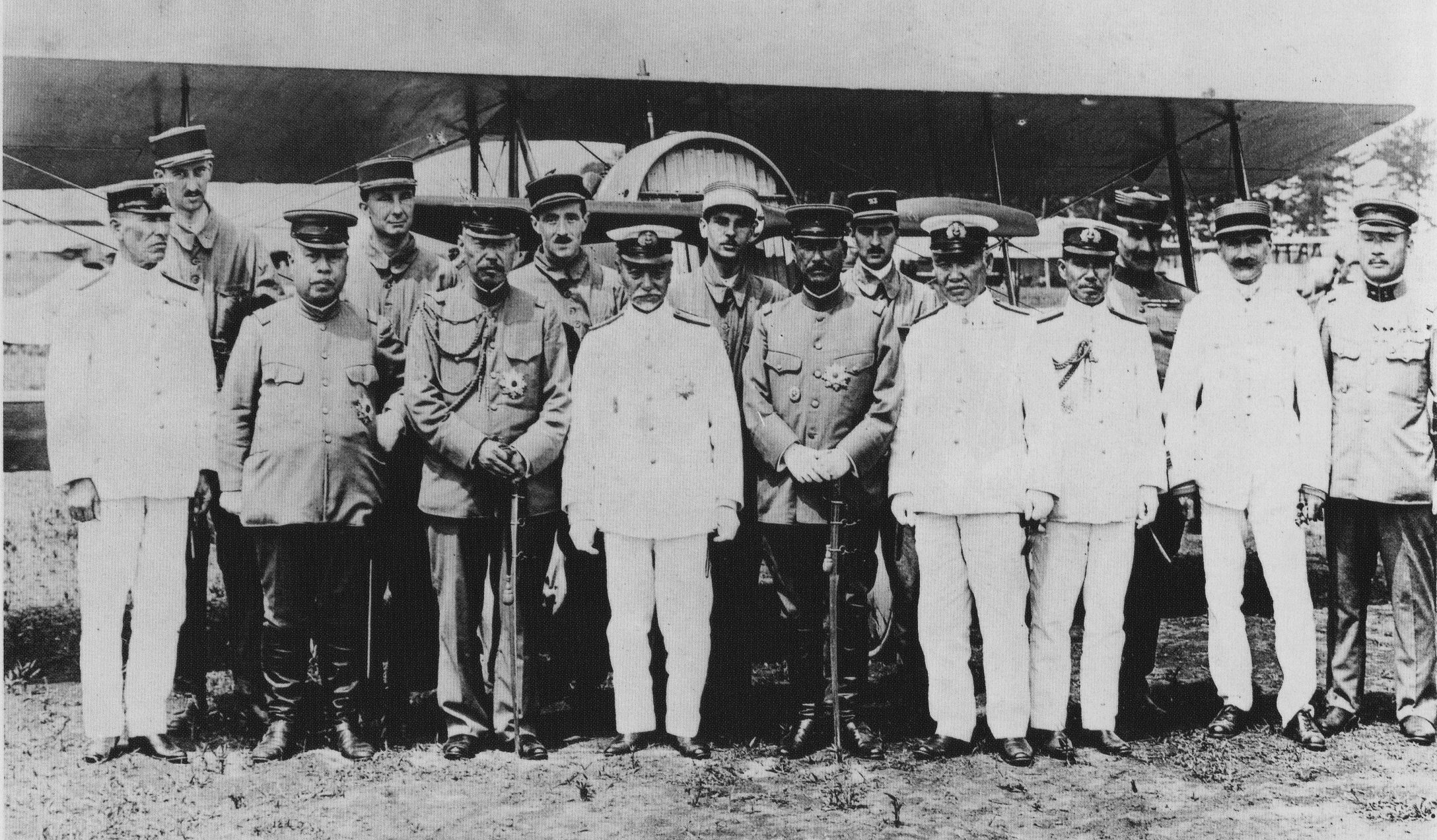
Togo Heihachiro con los miembros de la Misión de la Fuerza Aérea francesa en Japón (1918-1919) en Gifu.

La Misión Aeronáutica Francesa en Japón (1918-1919) fue la primera misión militar extranjera de Japón desde la década de 1890.
Durante el siglo XX, Japón se dio cuenta de que no tenía experiencia en las áreas militares más recientes, como la aviación y la aviación naval. En 1918, Japón invitó a la cuarta misión militar francesa, compuesta por 50 miembros y equipado con varios de los más nuevos tipos de aviones, para establecer las bases de la fuerza aérea japonesa (los aviones eran varios Salmson 2A2, Nieuport, Spad XIII, dos Breguet XIV, así como dirigibles Caquot).
La misión estaba encabezada por Jacques-Paul Faure, un coronel de artillería, y compuesta por miembros de todas las armas, incluyendo aproximadamente 20 miembros de los servicios aéreos franceses.